# 台北市電影委員會
台北市電影委員會（英語：Taipei Film Commission）為台北市政府文化局、台北市文化基金會下轄的單位，2007年年底成立，2008年正式運作，於2013年搬遷至位於台北市大安區光復南路630號1、2樓（昇陽Grand大廈）迄今；主要任務為集結專業人才，協助國內外影視工作者在台北市勘景、申請場地、融資、製片、行銷、人才媒合、協調公部門資源等，成為影視產業在台北市的單一服務窗口。
台北市電影委員會成立十年，2019年初舉辦【臺北市國際影視投資記者會】，臺北市市長柯文哲、主創團隊、國內外知名影人、影視產業代表，以及知名演員如翁倩玉、楊雁雁、王識賢、鍾瑶、吳子霏等人均到場。期待透過臺北市政府挹注新臺幣3000萬元資金，吸引國際創投與影視資源整合。首期獲得投資的5部作品：《獵夢特工》（Dream Raider）、《熱帶雨》（Wet Season）、《旅途愉快》（Have A Nice Trip）、《狂歡時刻》（High Time）和《尋找》（ Moneyboys），共集結荷蘭、法國、新加坡、奧地利及香港的國際合拍。

## 服務項目
- 人才媒合
- 行銷宣傳
- 協拍申請
- 投資補助

## 媒體爭議
- 2016年，時任台北市新黨籍議員陳彥伯，疑因透過關說安排進入影委會任職之女性友人遭到資遣，於議會對總監饒紫娟進行激烈質詢，遭媒體影射為紅粉知己出氣[2]。

- 2024年，台北市議員顏若芳於質詢時痛陳，影委會總監饒紫娟連任十八年，最基本的英語網站等了四年都未建置完善，已讓影委會淪為殭屍單位。[3]

## 外部連結
- 台北市電影委員會的Facebook專頁
- 台北市電影委員會 （页面存档备份，存于）
- 台北市影委會與約旦皇家電影委員會結盟 （页面存档备份，存于）
- 人才媒合平台 （页面存档备份，存于）